# Michel Bernard (metteur en scène)
 (décembre 2020).
 (décembre 2020).
 (décembre 2020).
Si vous disposez d'ouvrages ou d'articles de référence ou si vous connaissez des sites web de qualité traitant du thème abordé ici, merci de compléter l'article en donnant les références utiles à sa vérifiabilité et en les liant à la section « Notes et références ».
Pour les articles homonymes, voir Michèle Bernard, Michel Bernard et Bernard.
Michel Bernard, né le 8 mars 1959 à Uccle (Bruxelles capitale), est un dramaturge, auteur et metteur en scène belge.

## Biographie

### Formations
Il est licencié et agrégé en philosophie de l'UCLouvain et de l'Institut supérieur de philosophie. Son mémoire s’intitule De la parasitologie, qui est une lecture de Monsieur de Pourceaugnac de Molière, avec le concept de parasite convié dans la philosophie esthétique de Michel Serres.

### RevueScalène
De 1981 à 1983, il fonde et dirige la revue Scalène avec Pierre Marchal, Luc Dethier, André Berten, Jacques Carion, Thierry Lanotte, Christian Maillet et Francis Martens. Trois numéros seront publiés : Numéro zéro, Pinocchio et Le Toucher.

### Acteur
Il joue dans plusieurs pièces de théâtre, dont Happe-chair d’après Camille Lemonnier (mise en scène d'André Lenaerts, 1983), ainsi que dans plusieurs courts-métrages.

### Dramaturgies et écritures

#### Dramaturgies
De 1982 à 1984, il travaille comme assistant et dramaturge à l’Atelier Sainte-Anne sous le direction de Philippe van Kessel et participe au changement de l’Atelier Sainte-Anne vers la rue des Tanneurs et qui devient plus tard Les Tanneurs.
Sa rencontre avec Jean-Marie Piemme est déterminante : il se consacre alors totalement à la dramaturgie pour de nombreuses créations de jeunes metteurs en scène, et cela pendant près de dix ans. Il travaille comme dramaturge sur de très nombreux spectacles, notamment des textes d'August Strindberg, Milan Kundera, Anton Tchekhov, Thomas Bernhard, Heinrich von Kleist, Ödön von Horváth, Dea Loher, Henry Bauchau, Bernard-Marie Koltès ou encore Nina Berberova, et avec des metteurs en scène comme Janine Godinas, Valérie Cordy, Pierre Jaccaud, Christine Delmotte, Barbara Bua, Anne Sylvain, Roland Mahauden, Jean-Christophe Lauwers...
Il travaille également quelques années avec la compagnie de cirque contemporain Side Show (Wonders en 2013 et Spiegel im Spiegel en 2018).

#### Écritures
Il écrit et met en scène du théâtre jeune public, dont Cul de sac (Compagnie des Mutants, mis en scène par Franco Dragone), Monsieur Pavel (Théâtre Isocèle, prix du Ministre de la Communauté française de Belgique, prix Pierre Thonon, Coup de foudre de la presse) et Ici/Là-bas (Théâtre Isocèle).
D’autre part, il écrit de nombreux articles sur le théâtre, les arts visuels, les clips (genre naissant) et la BD (Journal du cinéma belge, Les Cahiers de la bande dessinée, La Revue philosophique de Louvain, Alternatives théâtrales...).
Il participe à l’atelier d’écriture dirigé par Michel Vinaver (1989-1990).
Il écrit sur des artistes comme Jephan de Villiers, Kikie Crêvecœur.
- Traité des rêves au Pôle Nord, mise en lecture par P. Jaccaud, Festival de Spa.
- Les Ombres du ciel, mise en lecture par Barbara Bua.
- Bodega Day, mis en scène par Thierry Debroux.
- Antigone d’après Henry Bauchau, en collaboration avec Christine Delmotte.
- La ligne droite n'est plus instructive, Académie de gravure, Kikie Crêvecœur et Thierry Lenoir.
- Moi, Dieu et l'Évier, éditions Esperluète.
- Z, éditions La Taupe.

### Divers
Il est membre et vice-président du Comité belge de la SACD, directeur artistique adjoint du Théâtre de Poche (2003 à 2008) et collaborateur artistique au Théâtre Poème (2018-2020).

### La Manufacture(théâtre)
En 1989, il fonde La Manufacture avec Sylvie de Braekeleer, un théâtre résolument tourné vers le théâtre de mouvement et la création à partir de matériaux divers (improvisations, mouvements, articles de presse, documentaires).

#### Quatre créations
- Boulevard of broken dreams
- Delenda !
- Lorsque la mer se retire... (triptyque comprenant des extraits de Lunar Caustic de Malcolm Lowry, L'avenir dure longtemps de Louis Althusser et Jean Mémoire d'Eric Firenz, triptyque basé sur l’écriture à la suite d'un internement psychiatrique)
- Noises, l'illusion de la fin (d’après La Cerisaie de Tchekhov et Jean Baudrillard).

Ces productions sont créées au Vooruit (Gand), aux Théâtre Les Tanneurs, au Centre Culturel Jacques Franck, à L’L, au Botanique… et sont diffusées en Belgique, et dans de nombreux festivals en France, en Allemagne, en Autriche, en Hollande.

### Mises en scènes
- Trompe-l'œil (naissance du théâtre) de Jean-Marie Piemme, 1997.
- Chroniques de ces années-là (Les Grandes Ombres) de Jean-Marie Piemme, 1997.
- Lettres aux acteurs (Jean-Marie Piemme, Michèle Fabien, Liliane Wouters, repris dans le cadre des Folies Bergère au Festival d'Avignon 1997).
- Jean mémoire d’Eric Firenz, 1997.
- Une vie avec raccourci de Jean-Marie Piemme, 1998.
- Bruxelles silence d’Eric Firenz, 1998.
- Ubu, reine, performance d’après le Journal d'Elena Ceaucescu de Patrick Rambaud), 1999.
- Ouin-ouin et Lola aux pays des mots (performance d’après les discours de Noël du roi Baudouin, de Sade, et de diverses techniques issues de l’oulipo, dans le cadre de Vivement dimanche aux Halles de Schaerbeek), 1999.
- Concerto pour deux vélos de Max Vandervorst, 1999.
- Anéantis de Sarah Kane, 1999-2000.
- Dommage collatéral de Tarek Ali, Howard Bunton, 2000.
- Visage de feu de Marius von Mayenburg (prix du meilleur espoir masculin), 2004.
- Illégitime défense d'Isabel Carmona et Joaquim Hinojossa, 2005.
- Si c'est un homme de Primo Levi (meilleur seul en scène, prix de la critique 2006).
- Febar de Michael de Cock, Younouss Dialo et Michel Bernard (Francophonies de Limoges), 2007-2009.
- Versus de Frédérick Lars Haugness et Michel Bernard, 2009.
- Femme non rééductable[1], mémorandum théâtral à propos d’Anna Politkovskaïa de Stefano Massini, 2010, 2014, 2016-2017, 2019-2020.
- Mal de mère de Vinciane Moeschler, 2012.
- Parking song de Sonia Chiambretto, 2012.
- Yesso de Michel Bernard et Yaya Guissé, 2011-2013.
- Afrostar factory de Sylvain Prudhomme, 2015.
- L'avenir dure longtemps[2] de Louis Althusser, avec Angelo Bison (meilleur seul en scène au prix de la critique 2016).
- Eurea, ce n'est pas la révolution qui gronde au dehors de In Koli Jean Bofane 2017.
- Un homme si simple[3] d'André Baillon, avec Angelo Bison, 2018.
- Exodos (performance cirque/danse/théâtre), avec Kritonas Anastasopoulos et Maja Zimmerlin, 2018-2019.
- B27, avec Timur Magomedgadzhiev, Adina Balatova, 2019.
- À la ligne[4] de Joseph Ponthus, avec Gaël Soudron, 2020.

### Créations radiophoniques

#### Documentaires
- Les statues parlent aussi (à propos de la statuaire coloniale à Bruxelles)
- Doumadem * Ellipses sonores
- Terminus New York
- Creta crisis
- Quoi de neuf là-bas
- Cosmonaute (hommage à Christian Coppin)

#### Fictions
- S.X. (voleur de sexe)
- Tropique du cancer[5], texte de Vinciane Moeschler

#### Montage des documentaires de Vinciane Moeschler
- À plumes et à poiles
- De fil en aiguille (les petits vêtements de Véronique)
- Les petits vêtements de Véronique
- Écrire ailleurs (4 émissions)

Il réalise avec elle deux documentaires sur Buenos Aires :
1. De Palermo à La Bocca
2. Le Droit de mémoire

### Unités/nomade
Il crée en 2009 une nouvelle association qui assure la production, la diffusion de diverses créations tant au niveau théâtre que des créations radiophoniques. Unités au pluriel, car nous sommes tous des unités ; et nomade au singulier, car nous avons le nomadisme comme philosophie. Une volonté également de travailler les écritures contemporaines et des esthétiques singulières.

### Vie privée
Il est le conjoint de l’auteure Vinciane Moeschler.